# Володимир Аренєв
Володимир Аренєв (справжнє ім'я Володимир Костянтинович Пузій; нар. 1 жовтня 1978, Київ) — український письменник, літературний критик і журналіст. Починав писати українською та російською, згодом повністю перейшов на українську.

## Біографічні відомості
Володимир Костянтинович Пузій народився 1 жовтня 1978 року в Києві. У школі захоплювався біологією, ходив у гурток юннатів при Київському зоопарку, серйозно займався тераріумістикою — утримував екзотичних амфібій та комах. Після закінчення школи у 1995 році вступав на біологічний факультет, але не вступив. Рік працював двірником у Київському зоопарку.
У 1996 році вступив до Інституту журналістики при КНУ ім. Т. Шевченка (спеціалізація: журналістська майстерність та редакційно-видавнича справа). Закінчив у 2002 році з червоним дипломом магістра, після чого до середини 2011 працював асистентом кафедри історії журналістики Інституту.
Відомий як письменник (під псевдонімом Володимир Аренєв, також Арєнєв), журналіст, літературний критик.

## Творчість
Перша літературна публікація — оповідання «Ангел-хранитель» в київському літературному альманасі «Майдан-XXI» (Київ, N1, 1998), під власним іменем.
Перша сольна книжка — роман «Отчаяние драконов» у видавництві «Альфа-книга» (Москва, 2000 р.) Саме там запропонували обрати псевдонім — і так з'явився Володимир Арєнєв.
Звідтоді практично всі художні твори автора виходять під псевдонімом, а справжнім прізвищем він підписує публіцистичні матеріали.
Три основних напрями у творчості Арєнєва:
- наукова фантастика і фентезі для дорослого читача;

- підліткові повісті з елементами антиутопії (12+);

- дитячі книжки, де фантастика поєднана із гумором та освітніми елементами (7+).

Твори Володимира Арєнєва видавалися українською, англійською, китайською, естонською, литовською, німецькою, польською, російською, словацькою, французькою мовами. Лавреат різних літературних премій.
Під своїм справжнім прізвищем відомий як літературний критик і журналіст. У різні роки співпрацював із такими виданнями як: «Дзеркало тижня», «Сегодня», «Реальность фантастики», «Мир фантастики», «Fan-тастика» та ін. До 2014 р. активно писав рецензії та аналітичні статті, виступав із доповідями на конвентах і фестивалях фантастики (наприклад, «Зоряний міст»). Літературно-критичні праці В. Пузія неодноразово були відзначені преміями.
Став сценаристом документального фільму Сергія Проскурні «Тарас Шевченко. Ідентифікація». Писав сценарії для серіалів «Черговий лікар» та «5baksiv.net», а також для анімаційного серіалу «Книга мандрівка. Україна» (серії про Миколу Гоголя, Чорнобиль, Запорізьку Січ, Григорія Сковороду; повністю сезон «Київська Русь»).
Також займається промоцією фантастики: організує блоки присвячених жанру подій на «BookForum» (Львів), виступає з доповідями про українську фантастику на зарубіжних фестивалях. Працює куратором літературних серій (видавництво «АССА», «Видавництво Жупанського», «Рідна мова») та укладачем міжнародних антологій (зокрема, п'ять томів міжнародної фантастичної антології (видавництво «Клуб сімейного дозвілля», Харків) вийшли сукупним накладом 50 тис.примірників).
Володимир Арєнєв знає польську мову, вільно читає на ній і представляє як агент низку сучасних польських фантастів в Україні (Роберт М.Вегнер, Ярослав Ґжендович, Анна Каньтох, Томаш Колодзейчак та ін.) Був укладачем і автором коментарів до першого зібрання творів Станіслава Лема українською («П'ятикнижжя Лемове»).
Разом з Оленою Глущенко — автор ідеї та один з учасників проєкту «Україна читає Лема» (2016, реалізовано Творчим об'єднанням «Літерра» за підтримки Польського інституту в Києві.

### Нагороди та премії
- 2001 — премія фестивалю «Зоряний міст», III місце (номінація: Критика, публіцистика та літературознавство);
- 2001 — міжнародна українсько-німецька премія імені Олеся Гончара за роман «Все наше життя»;
- 2004 — заохочувальна премія «Єврокону-2004» за дебют (Encouragement Awards);
- 2005 — премія фестивалю «Зоряний міст», II місце (номінація: Критика, публіцистика та літературознавство) за статтю «Как живёте, караси?!»;
- 2008 — премія імені Олександра Бєляєва (номінація: Критика) за огляди науково-популярних книг у журналі «Мир фантастики»;
- 2011 — премія «Nordklinge» за краще оповідання — за оповідання «Девять тысяч сто семь»;
- 2013 — премія «Книжка року» сайту «Лабораторія фантастики» (номінація: Мережева публікація. Мала форма) за повість «Душница»;
- 2014 — премія «Новые горизонты» за повість «Душница»;
- 2014 — премія «Єврокону-2014» (номінація: Дух вірності. Найкращий автор дитячих і підліткових книжок у жанрах НФ і фентезі);
- 2014 — перше місце в «Рейтингу критиків» за повість «Душниця»;
- 2018 — премія «Топ БараБуки» за роман «Дитя песиголовців» (номінація «Підліткове фентезі року»);
- 2019 — Книга року BBC в номінації «Дитяча література» за повість «Сапієнси» (2019)[4];
- 2020 — Всеукраїнська літературна премія імені Михайла Коцюбинського в номінації «Дитяча література» за роман «Дитя песиголовців» (2018)[5];
- 2021 — спецвідзнака премії «ЛітАкцент року» за повість «Заклятий меч, або Голос крові»;
- 2023 — премія «Топ БараБуки» за повість «Скарбничка історій» (номінація «Підліткова книжка року»);
- 2025 — премія Всеукраїнського рейтингу «Книжка року» в номінації «Дитяче свято. Література для школярів середніх класів та підлітків» за повість «Пан Малодобрий».

### Книжки

#### Українською
- «Бісова душа» (повість «Бісова душа, або Заклятий скарб» і оповідання; Джерела-М / Зелений пес, 2003. Перевидання повісті в нових редакціях: ВД «Києво-Могилянська Академія», 2013; А-ба-ба-га-ла-ма-га, 2019, 2021).
- «Правила гри» (роман, у 2-х ч.; Джерела-М / Зелений пес, 2004).
- «Місто Тисячі Дверей» (повість і оповідання для дітей; Джерела-М / Зелений пес, 2004. Перевидання повісті: Vivat, 2016).
- «Книгоїд» (повість для дітей, у співавторстві з Юрієм Нікітінським; Джерела-М / Зелений пес, 2005).
- «Дикі володарі» (збірка оповідань; Джерела-М / Зелений пес, 2005).
- «Магус» (однойменний роман і повість «Бісова душа»; Джерела-М / Зелений пес, 2007).
- «Зобразіть мені рай» (збірка оповідань; Грані-Т, 2009).
- «Душниця» (повість; ВД «Києво-Могилянська Академія», 2014).
- «Порох із драконових кісток» (роман, перша частина трилогії «Сезон Кіноварі»; ВД «Києво-Могилянська Академія», 2015; Асса, 2018).
- «Відчайдушний боягуз» (збірка оповідань для дітей; Видавництво Старого Лева, 2018).
- «Дитя песиголовців» (роман, друга частина трилогії «Сезон Кіноварі»; ВД «Києво-Могилянська Академія», 2018; Асса, 2018).
- «Сапієнси» (повість; Ранок, 2019. Перевидання в новій редакції: Видавництво Старого Лева, 2024).
- «Заклятий меч, або Голос крові» (повість із циклу «Закляті»; А-ба-ба-га-ла-ма-га, 2020).
- «Скарбничка історій» (повість; Видавництво Старого Лева, 2022).
- «Пан малодобрий» (повість із циклу «Легенди Душниці»; А-ба-ба-га-ла-ма-га, 2024).
- «Музиканти. Четвертий дарунок» (повість зі світу «Заклятих»; Видавництво Старого Лева, 2025).

#### Російською
- «Отчаяние драконов» (роман, перша частина циклу «Летописи Ниса»; Армада / Альфа-книга, 2000).
- «Охота на героя» (роман, друга частина циклу «Летописи Ниса»; Армада / Альфа-книга, 2000).
- «Правила игры» (роман; Армада / Альфа-книга, 2000).
- «Книгоед» (повість для дітей, у співавторстві з Юрієм Нікітінським; Армада / Альфа-книга, 2000).
- «Монетка на удачу» (збірка оповідань; АСТ, 2003).
- «Паломничество жонглёра» (роман, перша частина трилогії «Хозяин небесного зверинца»; Азбука-классика, 2005).
- «Немой учитель» (оповідання та повісті; Сварог, 2006).
- «Магус» (однойменний роман і повість «Заклятый клад»; Форум, 2006).
- «Мастер дороги» (оповідання та повісті; Фантаверсум, 2013).
- «Комендант мертвой крепости» (роман; АСТ, 2014).
- «Душница» (повість; АСТ, 2014).
- «Город Тысячи Дверей» (повість для дітей; Vivat, 2016).
- «Будущее несбывшееся, или На плечах гигантов» (збірка статей та рецензій, малотиражне видання; АураИнфо / Группа МИД, 2020).

#### Польською
- «Pan małodobry» (повість із циклу «Легенди Душниці»; переклад Павла Лауданського, Almaz, 2023).
- «Proszek ze smoczych kości» (перша частина трилогії «Сезон Кіноварі»; переклад Павла Лауданського, ACCA, 2024).

### Упорядкування антологій
- «Мифотворцы: Портал в Европу» (сост. М.Назаренко, В. Пузий; ИД «Сварог», 2006).
- «Фантастический детектив» (сост. В. Аренев, Н. Кудрявцев; АСТ / Астрель-СПб, 2014).
- «Век волков» (Клуб семейного досуга, 2015).
- «Книжка заборон і таємниць»  (Vivat, 2016). Одночасно в тому ж видавництві вийшла російськомовна версія антології: «Книга запретов и тайн».
- «Странствие трёх царей» (Клуб семейного досуга, 2016).
- «Summa Fantastyki № 1» (альманах сучасної польської фантастики; одноденна газета, видана до Книжкового Арсеналу під патронатом Польского Інституту в Києві, 2017).
- «Девятнадцать стражей. На грани миров» (Клуб семейного досуга, 2017).
- «Эпоха единорогов» (Клуб семейного досуга, 2017).
- «Тринадцать ящиков Пандоры» (Клуб семейного досуга, 2019).
- «Время жестоких снов» (Клуб семейного досуга, 2020).
- «Język Babilonu. Antologia ukraińskiej fantastyki» (Olsztyn: Stalker Books, 2022). Українська версія, зі змінами та доповненнями: «Змієві вали. Антологія української фантастики ХІХ-ХХІ століть»  (Vivat, 2024).